# Бояджиева къща (Хараламби Бояджиев)
Бояджиевата къща (на гръцки: Οικία Βογιατζή) е къща в град Лерин, Гърция.

## Местоположение
Къщата е разположена на булевард „Елевтерия“ на десния бряг на Сакулева. Принадлежи на Хараламби Бояждиев. В съседство са къщите на братята на Хараламби Бояджиев – тази на Тодор и тази на Пандели.

## История
Къщата е построена в 1915 година. Тук заедно със съседните къщи са снимани филмите на Тео Ангелопулос „Пчеларят“ и „Нерешителната стъпка на щъркела“ с участието на Марчело Мастрояни.

## Архитектура
Сградата е в неокласически стил. Има малък балкон над входа с фалшиви колони и красива гипсова украса на прозорците.